# 拉福尔日
拉福尔日（法語：La Forge，法語發音：[la fɔʁʒ] ⓘ）是法国大東部大區孚日省的一个市镇，属于埃皮纳勒区。

## 地理
拉福尔日（48°3'56"N, 6°43'28"E）面积4.72 平方千米，位于法国大東部大區孚日省，该省份为法国东北部内陆省份，北起默兹省和默尔特-摩泽尔省，西接上马恩省，南至上索恩省和贝尔福地区省，东临上莱茵省和下莱茵省。
与拉福尔日接壤的市镇（或旧市镇、城区）包括：勒桑迪卡、勒托利、克勒里。

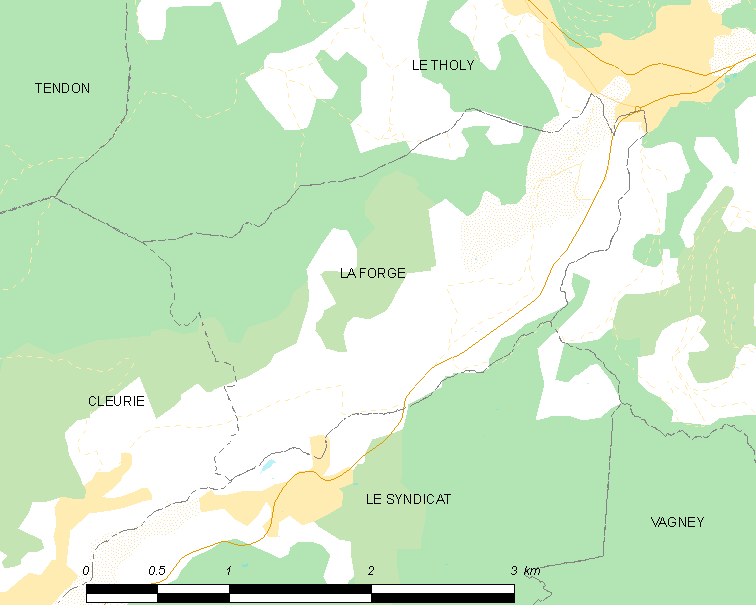
拉福尔日的OSM定位图

拉福尔日的时区为UTC+01:00、UTC+02:00（夏令时）。

## 行政
拉福尔日的邮政编码为88530，INSEE市镇编码为88177。

## 政治
拉福尔日所属的省级选区为拉布雷斯县。

## 人口

1962-2008年间拉福尔日人口变化图示

拉福尔日于2022年1月1日时的人口数量为515人。